# Új-guineai erszényesnyest
Az új-guineai erszényesnyest (Dasyurus albopunctatus) az emlősök (Mammalia) osztályának az erszényes ragadozók (Dasyuromorphia) rendjébe, ezen belül az erszényesnyestfélék (Dasyuridae) családjába tartozó faj.

## Előfordulása
Új-Guinea szigetén nagy területen elterjedt faj, de sehol sem gyakori. A tengerszint felett 3300 méteres magasában megtalálható.

## Megjelenése
Az új-guineai erszényesnyest a második legnagyobb új-guineai erszényes ragadozó, testhossza 26–35 cm, testtömege 0.45 kg. Szőre barna színű, a pettyei fehérek. A farka világosabb szőrű.

## Életmódja
Éjjel aktív. Az új-guineai erszényesnyest jó famászó. Táplálékát madarak, patkányok, más erszényesek, kisebb hüllők és rovarok képezik. Az  új-guineai erszényesnyest fogságban 3 évig él, a szabadban az élettartama ismeretlen.

## Természetvédelmi állapota
Az élőhelyének elvesztése és az elvadult kutyák, macskák meg a betelepített rókák fenyegetik az új-guineai erszényesnyest létét. A Természetvédelmi Világszövetség vörös listáján a „mérsékelten veszélyeztetett” kategóriában szerepel.

## Fordítás
- Ez a szócikk részben vagy egészben  a   New Guinean Quoll című angol Wikipédia-szócikk fordításán alapul.  Az eredeti cikk szerkesztőit annak laptörténete sorolja fel. Ez a jelzés csupán a megfogalmazás eredetét és a szerzői jogokat jelzi, nem szolgál a cikkben szereplő információk forrásmegjelöléseként.